# 典當商 (電影)
《典當商》（英語：The Pawnbroker）是一部由 Edward Lewis Wallant 所寫的一部小說，講述一名猶太人典當商在納粹集中營逃出後在哈萊姆經營一家當鋪時去維持生計。
1965年，這部小說在美國被拍成電影，由希德尼·鲁迈特執導，由 Morton S. Fine 和 David Friedkin 編劇，由洛·史泰格、Geraldine Fitzgerald 和布罗克·彼得斯s 等影星演出。
此部電影曾經獲奧斯卡金像獎提名，提名項目為最佳男主角獎。

## 外部參考
- 互联网电影数据库（IMDb）上《The Pawnbroker》的资料（英文）

1. .   [2024-12-02]. （原始内容存档于2025-01-19）.